# Петрин, Валерий Трофимович
Валерий Трофимович Петрин (4 сентября 1943, Далматово, Курганская область — 16 сентября 2002, Новосибирск) — советский и российский историк, археолог, доктор исторических наук (1991), профессор (1994). Специалист в области палеолита Северной и Центральной Азии, первобытного искусства. Иностранный член Академии гуманитарных наук МНР (1989), Член-корреспондент Международного института по изучению кочевых цивилизаций, почетный доктор Института истории Монгольской академии наук (2001). Заслуженный деятель науки Российской Федерации (2002).

## Биография
Валерий Трофимович Петрин родился 4 сентября 1943 года в селе Далматово Курганской области.
Во время учёбы в Далматовской средней школе увлёкся историей и поиском различных древностей.
После окончания школы работал на заводе и стройке, после поступил на исторический факультет Уральского государственного университета им. А. М. Горького в городе Свердловске, который окончил в 1970 году. Во время учёбы в вузе у него сформировался интерес к двум направлениям научной деятельности, которыми он занимался всю жизнь — изучению палеолита и поиску палеолитической живописи в карстовых полостях на Урале.
С 1969 года по 1978 год работал сотрудником лаборатории археологических исследований Уральского государственного университета. В это время исследовал палеолитические памятники Черноозерья II в Омской области, Шикаевку в Курганской области, гроты Безымянный и Зотинский в Свердловской области, стоянку Могочино в Томской области. Когда полевые исследования не проводились, обычно осенью, зимой и весной, Валерий Трофимович занимался поиском наскальных изображений, он исследовал уже как известные наскальные рисунки, так и открывал новые.
В 1978—1979 годах — сотрудник Свердловского областного краеведческого музея.
В 1979 году поступил в аспирантуру Института истории, филологии и философии СО АН СССР к академику Алексею Павловичу Окладникову. В 1983 году защитил кандидатскую диссертацию на тему «Палеолитические памятники Восточного Зауралья (Западно-Сибирская равнина)».
С 1980 по 2002 года — младший, старший, ведущий, главный научный сотрудник Института истории, филологии и философии СО АН СССР (затем Института археологии и этнографии СО РАН). Учёный секретарь совета по защите докторских диссертаций, член Учёного совета института, член редколлегии отечественных и зарубежных журналов («Археология, этнография и антропология Евразии»).
В 1991 году защитил докторскую диссертацию «Палеолит Западной Монголии» (научный консультант — академик Анатолий Пантелеевич Деревянко).
Валерий Трофимович Петрин, вернувшись из очередной экспедиции, скоропостижно скончался 16 сентября 2002 года в городе Новосибирске. Похоронен на Южном кладбище Советского района города Новосибирска, квартал У.

## Научная деятельность
Специалист в области изучения палеолита Северной и Центральной Азии. Исследовал десятки археологических памятников каменного века на Урале, Алтае, Западной и Восточной Сибири, Центральной, Северной и Средней Азии, сделал ряд открытий в области материальной и духовной культуры первобытного человека. Занимался изучением писаниц Урала, петроглифов Центральной Азии. Открыл и комплексно изучил полихромную живопись Игнатьевской пещеры, которая датируется возрастом 14 тыс. лет назад, по итогам работ на этом объекте издал монографию в России и Бельгии, которая получила широкую известность у археологов, антропологов и других специалистов. Принимал участие в исследованиях раннепалеолитических объектов на территории Казахстана.
Неоднократно докладывался на отечественных конференциях и международных симпозиумах в странах Европы, Азии и Америки.
Руководил археологической практикой студентов на памятниках палеолита в Монголии и на Алтае. Участвовал в подготовке кандидатов и докторов наук для зарубежных стран (Монголия, Казахстан).

### Научные труды
Автор более 350 научных работ в российских и зарубежных изданиях, в том числе десятки монографий. Большая часть его работ посвящена вопросам изучения наскальной живописи и мелкой пластики.
- Генинг, В. Ф., Петрин В. Т. Позднепалеолитическая эпоха на юге Западной Сибири / Отв. ред. В. И. Молодин. — Новосибирск: Наука: Сиб. отд-ние, 1985. — 89 с. — 1450 экз.[8]
- Петрин В. Т. Палеолитические памятники Западно-Сибирской равнины / Отв. ред. Ю. П. Холюшкин. — Новосибирск: Наука: Сиб. отд-ние, 1986. — 139 с. — 1000 экз.[9]
- Петрин В. Т. Палеолитическое святилище в Игнатиевской пещере на Южном Урале / Отв. ред. А. П. Деревянко. — Новосибирск: Наука: Сиб. отд-ние, 1992. — 206 с. — 580 экз.[10]
- Кирюшин Ю. Ф., Нохрина Т. И., Петрин В. Т. Методика обработки коллекций каменного инвентаря неолитического времени. — Барнаул: Изд-во Алт. гос. ун-та, 1993. — 64 с. — 300 экз.[11]
- Петрин В. Т., Нохрина Т. И., Шорин А. Ф. Археологические памятники Аргазинского водохранилища (Эпохи камня и бронзы) / Отв. ред. В. М. Молодин. — Новосибирск: Наука: Сиб. издат. фирма, 1993. — 211 с. — 350 экз.[12]
- Деревянко А. П.,  Петрин В. Т. Исследования пещерного комплекса Цаган-Агуй на южном фасе Гобийского Алтая в Монголии. — Новосибирск: Изд-во Ин-та археологии и этнографии СО РАН, 1995.[13]

## Награды и звания
- Заслуженный деятель науки Российской Федерации, 14 мая 2002 года[14].
- Медаль «Ветеран труда», 1989 год[3].
- Благодарность от Российской академии наук, 1999 год[3].
- Заслуженный ветеран Сибирского отделения РАН, 1999 год[3].
- Почётный знак «Передовой научный деятель Монголии», 1997 год[3].
- Иностранный член Академии гуманитарных наук МНР, 1989 год[3][4].
- Почётный научный сотрудник Института предыстории Чангбукского национального университета (кор. 충북대학교) Республики Корея, 1994—1996 годы[3][4].
- Почётный доктор Института истории Монгольской академия наук, 2001 год[3][4].
- Член-корреспондент Международного института по изучению кочевых цивилизаций[3].